# Observatoire Boswell
Pour les articles homonymes, voir Boswell.
L'observatoire Boswell (Boswell Observatory) est situé au collège de Doane à Crete dans le Nebraska.
Construit en 1883, il était initialement utilisé en tant qu'observatoire astronomique et pour l'enseignement. Il est équipé d'un télescope de 8 pouces. Il doit son nom à Charles Boswell du Connecticut. C'est le plus ancien observatoire existant à l'ouest du Missouri. Il est inscrit au Registre national des lieux historiques.